# Baixas
Baixas (în catalană Baixàs) este o comună în departamentul Pyrénées-Orientales din sudul Franței. În 2009 avea o populație de 2.492 de locuitori.

## Evoluția populației
| An        | 1975  | 1982  | 1990  | 1999  | 2006  | 2009  |
| --------- | ----- | ----- | ----- | ----- | ----- | ----- |
| Populație | 1.969 | 2.104 | 2.027 | 2.217 | 2.396 | 2.492 |